# Республика Батуми
Респу́блика Бату́ми (груз. ბათუმის რესპუბლიკა, англ. Republic of Batumi) — британское марионеточное государство, существовавшее на территории современной Грузии в период гражданской войны в России с декабря 1918 года по июль 1920 года.

## История

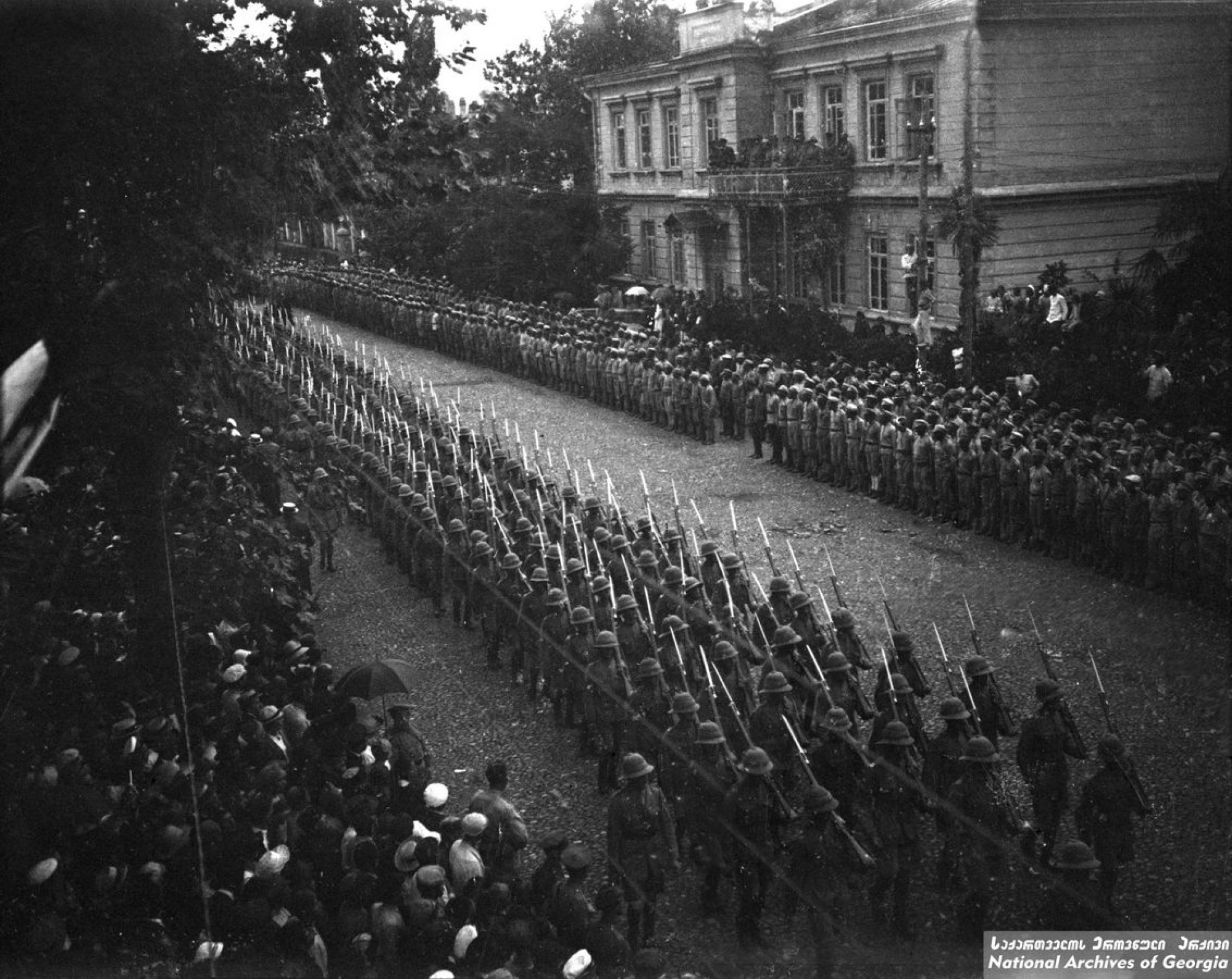
Британские войска маршируют по Батуму (1920).

По Брестскому мирному договору, подписанному 3 марта 1918 года РСФСР без участия представителей Закавказского сейма, Батумская область распавшейся Российской империи передавалась Османской Империи. 15 апреля 1918 года турецкие войска без боя заняли Батумскую область и присоединили её к Турции (созданная 22 апреля 1918 года Закавказская Демократическая Федеративная Республика (ЗДФР) не признала этот захват).
После поражения Турции в Первой мировой войне и эвакуации турецких войск в Батум 25 декабря 1918 года прибыли британские экспедиционные войска, Батумская область была включена как управляемая британским губернатором отдельная административная единица в оккупационную зону британской Черноморской армии. Военная администрация провозгласила Батумскую область самостоятельным государством и запретила пропаганду в пользу присоединения к Грузии. Военный губернатором стал Джеймс Кук-Коллис. 21 декабря 1918 года был создан в качестве временной власти Совет по управлению Батумским краем, возглавляемый российской партией кадетов и составленный в основном из русских. Совет действовал до 28 апреля 1919 года.
Также был создан Батумский парламент, который 12 января провозгласил независимость Батумской Республики. Однако 14 апреля парламент Батума был распущен.
8 апреля 1920 года Верховное командование войск союзников объявило Батумскую область территорией под охраной Лиги Наций, занятой войсками Великобритании, Франции и Италии. 14 июля 1920 года командование союзников объявило о выводе межсоюзнических сил и передаче Батумской области Грузинской демократической республике. Республика Батуми была распущена, а её территория передана Грузии. 20 июля в Батум вступили грузинские войска.

## Отношение населения
Местное население было недовольно британской оккупацией. Грузинская демократическая республика не признала республику и потребовала возвращения города, а большевики начали вторжение на Кавказ.
Комитет освобождения мусульманской Грузии во главе с Мемедом Абашидзе и Гейдаром Абашидзе неоднократно выступал за установлении автономии на религиозных принципах в границах Грузии. 24 июля 1919 прошёл митинг грузин-мусульман, жителей Батума и его окрестностей, на котором была принята резолюция, подписанная Мемедом Абашидзе, которая заканчивалась словами «Да здравствует автономная Мусульманская Грузия, в пределах общей матери-родины!». Для достижения этой цели 31 августа того же года в Батуме состоялся съезд представителей Мусульманской Грузии, участники которого выступили за воссоединение Батума и Батумской области «с их естественной родиной — республикой Грузии на основе широкой автономии мусульманской Грузии». На съезде был избран прототип парламента Аджарии — Меджлис Мусульманской Грузии. Фракция Абашидзе решительно выступала за союз с Грузией, а стремление к автономии было сильным даже среди прогрузинских аджарцев. Другая, менее многочисленная группа, пропагандировала протурецкие и пантюркистские идеи.
15 августа 1919 года начался вывод британских войск с Кавказа. Штаб британской дивизии в Батуме переехал в Константинополь, передав власть губернатору Джеймсу Куку-Коллису. 4 марта 1920 года Кук-Коллис был назначен командующим межсоюзническими силами в Батуме.
7 марта 1920 года Мусульманское общество города Батума и его области совместно с Русским комитетом в Батуме в связи с предстоящей эвакуацией последних английских войск из Батума объявили что «В случае окончательного оставления английскими войсками Батума вся Батумская область вместе с прилегающими к ней районами объявляется независимой, со столицей Батум», гарантировав «всем закавказским республикам свободное пользование Батумским портом». Также было объявлено о предстоящем созыве парламента независимой Аджарской республики. Но не все мусульмане Батума выступали за независимость. 23 марта газета «Борьба» в Тифлисе опубликовала заявление Национального совета объединённых мусульман Батумской области, в котором заявили, что «мы требуем присоединения к матери-Грузии гор. Батума и Батумской области, этой неотделимой от Грузии части».
23 апреля 1920 года Меджлис Мусульманской Грузии подтвердил желание грузин-мусульман Батума объединиться с Грузией и выступил против возможного расчленения Батумской области «с выделением в отдельную единицу гор. Батума и передачей его Лиге наций».